# محمد أمين فودة
محمد أمين فودة ( 1307هـ-1365هـ)، أديب ولغوي مكي اشتغل مدرساً بمدرسة الفلاح والمدرسة الرشيدية العثمانية، وكان إضافة إلى نزعته التجديدية للغة العربية، متقناُ للغة التركية. تقلد في العهد السعودي وظائف إدارية وقضائية، عُين اماماً للحرم المكي. وكان شاعراً فصيحاً له عدة دوانين ورسائل في الأحكام.